# Grande Lago Salgado

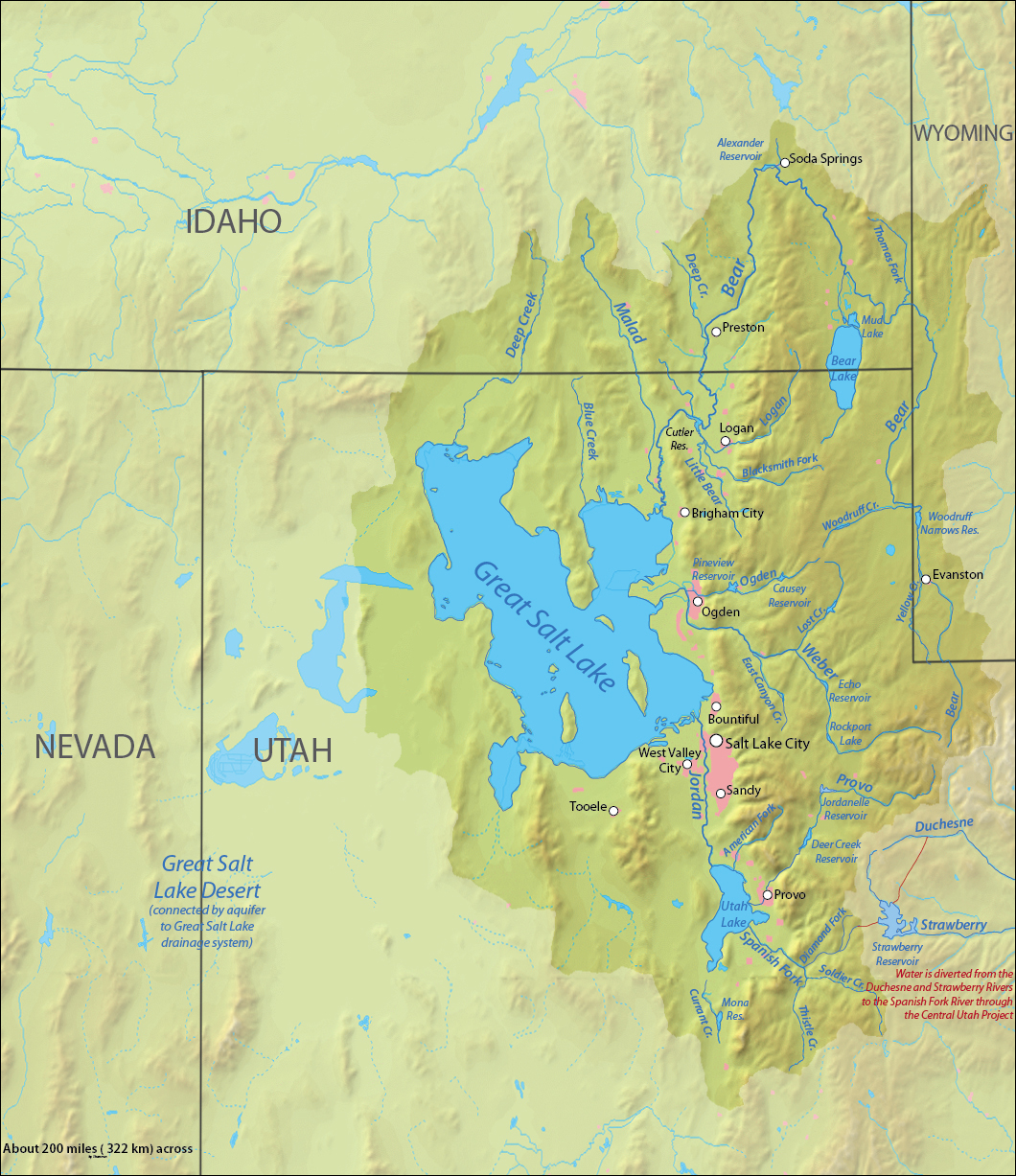
Área de drenagem do Grande Lago Salgado.

O Grande Lago Salgado (em inglês:  Great Salt Lake) é um lago salgado localizado na parte setentrional do estado de Utah, nos Estados Unidos, cuja característica principal é uma salinidade elevada, maior do que a dos oceanos. Cobre uma área de cerca de 4400 km², sujeita a constantes variações. Salt Lake City, capital de Utah, situa-se na margem leste do lago. O primeiro homem branco a avistar o local foi Jim Bridger, em 1824.